# Sex Is Zero
Sex Is Zero (색즉시공, Saekjeuk shigong) é um filme sul coreano de 2002 escrito e dirigido por Yoon Je-kyoon, estrelado por Lim Chang-jung, Ha Ji-won e Yoo Chae-yeong. No estilo das comédias americanas, como American Pie, que segue as aventuras de um grupo de estudantes universitários, que eventualmente se torna mais sério. Sex Is Zero vendeu mais de quatro milhões de ingressos na Coréia do Sul, tornando-se o quinto filme mais popular de 2002.
A sequência, Sex Is Zero 2, foi lançada em dezembro de 2007, estrelando a maioria do elenco original.

## Elenco
- Lim Chang-jung como Eun-shik
- Ha Ji-won como Eun-hyo
- Yoo Chae-yeong como Yoo-mi
- Jin Jae-yeong como Ji-won
- Jeong Min
- Choi Seong-gook
- Jo Dal-hwan
- Shin-ee
- Jeong Kyung-ho
- Park Joon-gyu
- Seon-woo Eun-sook como a mãe de Eun-hyo's
- Ki Joo-bong
- Lee Si-yeon

## Sinopse
O enredo segue a história do estudante de faculdade Eun-shik ae seus esforços para impressionar uma estudante Junior Eun-hyo. Eun-Shik tem o hábito de encontrar-se em situações um tanto estranhas, que muitas vezes o constrange e sabota suas tentativas para impressionar Eun-hyo.